# Ludwig Bräuler
Ludwig Bräuler (* 8. Mai 1845 in Darmstadt; † 20. Mai 1928 in Aachen) war ein deutscher Bauingenieur für Eisenbahnhochbau und Rektor der RWTH Aachen.

## Leben und Wirken
Nach seinem Studium begann Ludwig Bräuler ab dem Jahr 1870 zunächst als Assistent an der RWTH Aachen, bevor er zwei Jahre später nach seiner Promotion zum Dr. Phil. und seiner Habilitation als Privatdozent für Eisenbahnhochbau übernommen wurde. Am 1. Oktober 1892 übertrug die Hochschule dem mittlerweile zum Eisenbahnbauinspektor und Geheimen Regierungsrat beförderten Bräuler das Ordinariat für Wege- und Eisenbahnbau der Fakultät für Bauingenieurwesen mit dem Hauptarbeits- und Lehrgebiet über bewegliche Brücken und Tunnelbau. Darüber hinaus leitete er von 1901 bis 1904 in der Nachfolge von Hans von Mangoldt die Hochschule als deren Rektor. Schließlich wurde Bräuler im Jahr 1911 emeritiert.
Anschließend übernahm er noch verschiedene praktische Ingenieurstätigkeiten im Eisenbahnbau. „In Würdigung seiner großen Verdienste um die wissenschaftliche Belebung des Eisenbahnwesens und seiner Teilgebiete an der Technischen Hochschule Aachen“ wurde er am 19. Juni 1921, anlässlich des 50. Jahrestages seiner Promotion, noch zum Ehrendoktor der RWTH Aachen ernannt.

## Werke (Auswahl)
- Vorrichtungen und Maschinen zur Herstellung von Tiefbohrlöchern. Bräuler et al. Leipzig, W. Engelmann, 1903